# Magyarországi németek
A magyarországi németek (németül: Ungarndeutsche) a mai Magyarország második legnagyobb nemzetisége. A statisztikai összesítések és becslések alapján számuk mintegy 200 000–220 000 főre tehető, ami az ország összlakosságának 2,5%-a. Az egész Kárpát-medencében elterjedt a „sváb” általánosító megnevezésük, noha nem valamennyiük tartozik a dunai svábok (németül: Donauschwaben) közé.
Közülük sokan saját sváb nyelvjárásukban Shwoveh-nek hívják magukat. A dunai sváb egy gyűjtőfogalom, amely a történelmi Magyar Királyság területén élt különböző német etnikai csoportokat foglalja magába, beleértve a Horvát-Szlavónország és a Vajdaság területét is. Más német etnikai csoportok szintén éltek mind a történelmi királyság, mind a mai Magyarország területén már a középkor óta, leginkább Budapesten, de nem kizárólag ott. A 2022-es népszámlálás szerint Magyarországon 142 551 német nyelvű személy él.

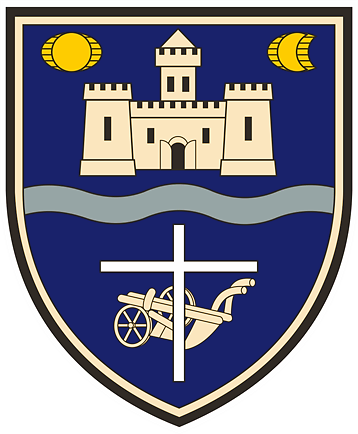
A Magyarországi Németek Országos Önkormányzata címere

Sok magyarországi németet kitelepítettek a térségből 1946 és 1948 között, és ma már Németországban, Ausztriában, valamint Ausztráliában, Brazíliában, az Egyesült Államokban és Kanadában is élnek. Ennek ellenére sokan a mai Magyarország területén maradtak szétszóródva, főleg Tolna, Baranya és Pest vármegye, illetve az Őrség területén.

## Nyelvjárásaik, elnevezéseik
A magyarországi németek nagy része közép- és délnémet területről került hazánkba. Nyelvjárásaik ún. keverék nyelvjárások, mostani formájukat már magyar földön nyerték el. A svábok elnevezése az egész Kárpát-medencében elterjedt, a szomszéd népek nyelvében is, pedig igazi svábok csak Szatmár megyében telepedtek le valamint Pest-Pilis-Solt-Kiskun Vármegyében; 
Soroksáron, majd később Ceglédbercelen is. Az első telepesek nagyobb része Svábföldről – Schwabenből, Württembergből – érkezett, Ulmon át, hosszú dunai hajózás után hazánkba. Igen sok sváb településen ma is erről tanúskodik a Schwabengasse – Sváb utca elnevezés. Ennek a népcsoportnak a neve rögzült a Duna-medence valamennyi népének nyelvében, mint a török hódoltság felszámolása után érkezett német telepesek általános elnevezése.
- Heidebauerek: a Mosoni-síkságon élnek. Nevüket a síkság nevéről (Heideboden) kapták.
- Poncichterek: Sopron vidékén heáncok, ill. poncichterek élnek. (A heánc név eredete vitatott, a népetimológia igen sok magyarázatot ismer, van, aki a német jetzt szó hietz, hienz nyelvjárási változatával, van, aki a Heinz személynévvel magyarázza; igen érdekes, hogy a heáncok vagy hiencek az egyes falvak lakói között is különbséget tesznek, a Rába–Lapincs közben élőket pummhienceknek nevezik egy anekdota alapján, amely szerint az egyik főúr látogatásakor kicsit előbb sütötték el üdvözlésére a mozsárágyúkat, mint kellett volna; a poncichterek a német Bohnenzüchter = babtermelő nevet viselik; igen sok babból készült ételt ismernek a Sopron környéki németek, kedvelt a babtorta, amelyet túróval, tejföllel ízesítenek.)
- Stiffollerek: Baranyában egy fuldai jellegű nyelvjárásterület alakult ki, amire ennek a csoportnak az elnevezése – stiffoller, azaz Stift Fuldaer, Fuldaapátságiak – is utal. A stiffollerek túlnyomó többsége Baranyát lakja, ettől északra keskeny sávot alkotnak csupán (Mucsi, Závod).
- Cipszerek: Nevük a német Zips (Szepes) szóból származik.
- Szászok: Az erdélyi szászok Erdélyben élnek.

## Történelem: A magyarországi németség a török hódoltság után
1686 nyarán Budát visszafoglalták Savoyai Jenő herceg vezetésével a törököktől és megkezdődött Magyarország felszabadítása. Az akkori utazók úgy számolnak be erről az eseményről, hogy az a két év, amíg a háború tartott, többet pusztított Magyarországon, mint az előtte lévő több mint száz éves török uralom. Ez azt jelentette, hogy az utazó Buda és Pétervárad között összesen két ép házat talált.
A birtokokat felosztották. Ha a régi tulajdonosok leszármazottai jelentkeztek érte, akkor nekik előjoguk volt azt visszavásárolni. Ha nem jelentkezett érte senki, akkor szétosztották őket császárhű tábornokok között. Csakhogy a birtokokon iszonyú állapotok uralkodtak. Lakatlanok voltak és benőve őserdő jellegű növényzettel. Munkáskéz nem volt. A törökök ugyanis a visszavonulásnál mindenkit elhurcoltak, aki nem menekült el, a földeket pedig fölgyújtották. Ez volt a fölégetett föld stratégiája. Ha statisztikailag nézzük meg a dolgot, akkor látjuk, hogy Magyarország lakossága ez idő tájt négy millió lakosról két millióra csökkent, míg Anglia lakossága négy millióról nyolc millióra növekedett. Ha úgy tetszik kétmillió, ha úgy tetszik hat millió lakost kellett pótolni. Megpróbálták ezt az iszonyatos lakossághiányt először belső telepítéssel megoldani. Így kerültek például magyar családok a Kemenes aljáról Gyönkre. Nyolc csóti gazda, akik hozták magukkal Szenicei Bárány Györgyöt, az egyházmegye első esperesét. Vagy így kerültek tótok nagy számban a Dél – alföldre, Pest környékére, a Balaton felvidékre, Dél-vidékre stb., a Haid'bauerek Mosonmagyaróvár környékéről Györkönybe. De mi volt ez ahhoz képest, ami még hiányzott?
Magyarország mindenféleképpen rá volt arra kényszerítve és utalva, hogy az országon kívülről hozzon telepeseket. A telepítést hátráltatta az 1700-ban kirobbant spanyol örökösödési háború, amit kihasználva II.Rákóczi Ferenc elindította az abszolutizmus ellen vívott szabadságharcát. Az örökösödési háborút 1714-ben lezárták a Rasstadti békével, ezt a Magyar Országgyűlés 1715-ben becikkelyezte és 1716-ban megkezdődhetett a betelepítés Németországból Magyarországra. Feltehetjük a kérdést, hogy miért éppen Németországból? Ennek több oka is van. Egyrészt mivel a német lakosság az államalapítás óta jelen volt Magyarországon, nem volt "idegen test", másrészt nagyon sok birtokos tudta azt, hogy az a munkamorál amit a németek teljesítenek, csak hasznára lehet ennek az országnak, harmadrészt pedig Németföldön történtek olyan dolgok, amik embereket rávettek arra, hogy szülőföldjüket elhagyják és Magyarországon telepedjenek le.
Az egyik ilyen ok volt hogy az örökösödési háború során francia katonák be-betörtek pl. Hessen-be, a Rajna-vidékre, feldúltak maguk után mindent és iszonyatos károkat okoztak a lakosságnak. A másik ilyen ok az egyre inkább fellendülő tengeri kereskedelem volt, amivel a birtokosok a szárazföld belsejében csak úgy tudtak lépést tartani, hogyha adót emeltek. Ez volt az úgynevezett adóprés, németül Steuerpresse. A harmadik ok pedig a nagy számban és sokszor űzött hajtóvadászatok voltak. Ez azt jelentette, hogy a gazdák kopók segítségével felhajtottak egy rókát, egy nyulat, vagy bármi más állatok, a kutyákat rájuk hergelték és az egész társaság utánuk lovagolt. Amerre ők ekkor ellovagoltak, ott arra az évre az aratás el volt intézve. Nagy volt az elkeseredés és a fájdalom, ezért sokan úgy döntöttek, hogy elhagyják szülőföldjüket és Magyarországra települnek.

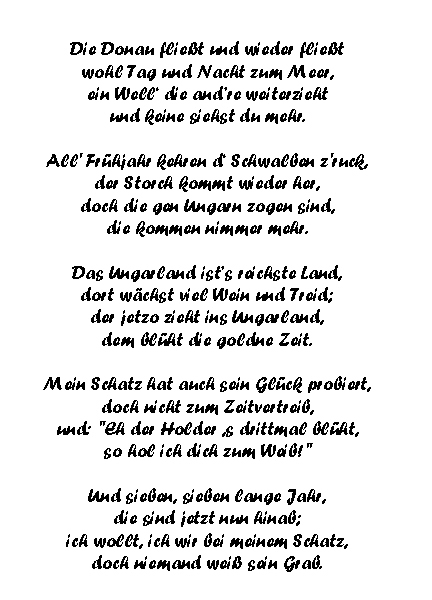
A Duna a tengerbe folyik c. sváb népdal a Magyarországra település idejéből (Kalász Márton fordítása)

### Magyar-német kapcsolatok a középkorban
A Magyarországra települő német szerzeteseknek és lovagoknak hatalmas szerepe volt a kereszténység elterjesztésében és a feudális rend kialakításában. I. István 996-ban vette feleségül Henrik bajor herceg leányát, a későbbi II. Szent Henrik német császár testvérét, Gizellát. Bajor hagyomány szerint az esküvő Scheyern bencés apátságban köttetett. Német krónikások feljegyezték, hogy a bajorok a házasságtól a kereszténység gyors terjedését várták, és ennek érdekében minden segítséget igyekeztek István számára biztosítani. Gizellával mintegy hozományként nagy számú bajor (német) papok és lovagok érkeztek.
A magyar királyok jelentős szerepet szántak a német kézműveseknek és kereskedőknek a középkori iparosodás és városi fejlődés kibontakozásában. A német polgár a 13. század folyamán sok magyar városban talált új hazát „vendég”-ként (hospes). A tatárjárás után ez a folyamat átmenetileg még jobban megerősödött. Egyedül a Szentföldről kiszorult Német Lovagrend a kivétel – amelyet határvédelmi feladatokra engedett be II. András, mert ez kísérletet tett arra, hogy államilag is önállósítsa magát, ezért az uralkodó a lovagokat kiűzte az országból.

### Betelepítések
Több mint ezer éve élnek németek a Kárpát-medencében, azonban a történeti sorsfordulók után – például a török kiűzése – egy egészen új szakasz kezdődött életükben. Munkaerőre volt szükség, s ezért a szervezett telepítést az 1722-23. évi magyarországi országgyűlés is határozatban sürgette. A 18. században azután három szakaszban telepítették őket Magyarországra. Ekkor összesen 400 ezer német földbirtokos vagy állami hivatal általi betelepítésével számolnak.

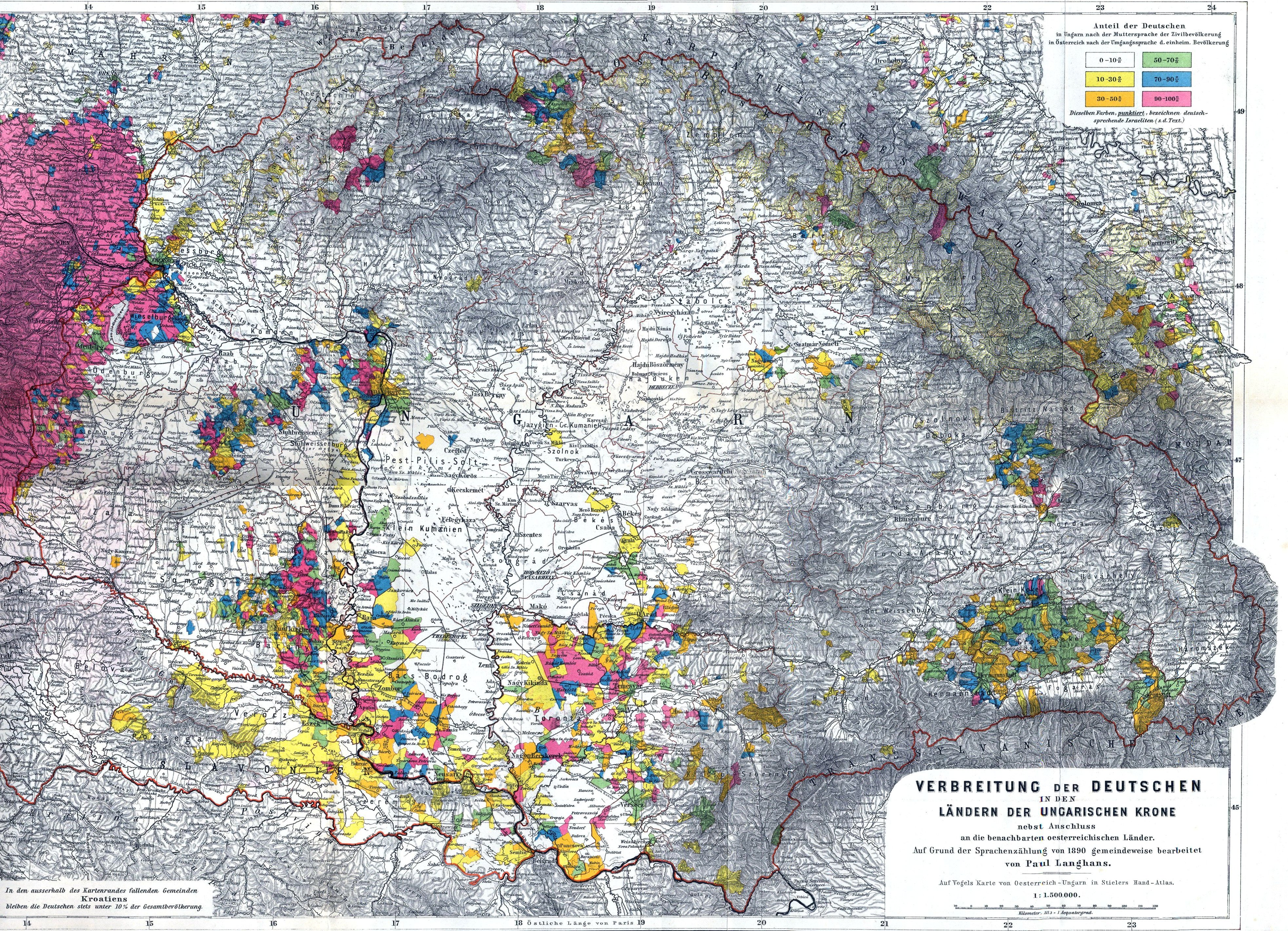
Németek a Magyar Királyságban (1896)

- Németek a Magyar Királyságban (1896)Az első szakasz (1689–1740) főként III. Károly király idejére esett. Elsősorban a földesúri magánbetelepítések időszaka ez. A Dunántúl megyéinek (Esztergom, Pest, Fejér, Veszprém, Komárom, Győr), az Alföld (Szabolcs, Békés, Hajdú-Bihar, Bács) és az Északi-középhegység peremvidékei (Hont, Heves, Zemplén) betelepítése, de szórványosan már a Bácskába és a Bánságba is. Ekkor keletkezett – a szó eredeti értelmében is – sváb településtömb Szatmár megyében.
- A második szakasz Mária Terézia (1740-1780) uralkodása idején. A földesúri betelepítés helyett egyre inkább a kamarai telepítés időszaka. A telepeseknek biztosított kedvezmények (építkezési segély, több évi adómentesség) terén túltesz a magánbirtokosokon is. Mária Terézia a betelepítés meggyorsítására 1762-ben rendeletet adott ki, ami a hétéves háború után újabb tömegeket indított el, főként Elzász és Lotaringia területén, Badenben, Luxemburgban és a pfalzi tartományban. Az ún. teréziánus telepesek már szinte kizárólagosan a déli határvidéken állapodtak meg.
- A harmadik szakaszt II. József 1782. évi pátense vezette be. Ennek nyomán főleg Pfalzból, a Saar-vidékről, Frankfurt és Mainz körzetéből, Hessenből és Württembergből jöttek telepesek, zömmel ismét csak a déli kamarabirtokokra, kisebb számban máshová is, így Pest, Esztergom, Vas, Tolna, Somogy megyébe.[7]

### A 20. század sorsfordulói

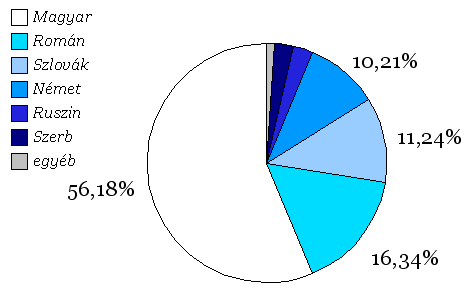
A Magyar Királyság 1910. évi népességi megoszlása (Horvát-Szlavónország nélkül)

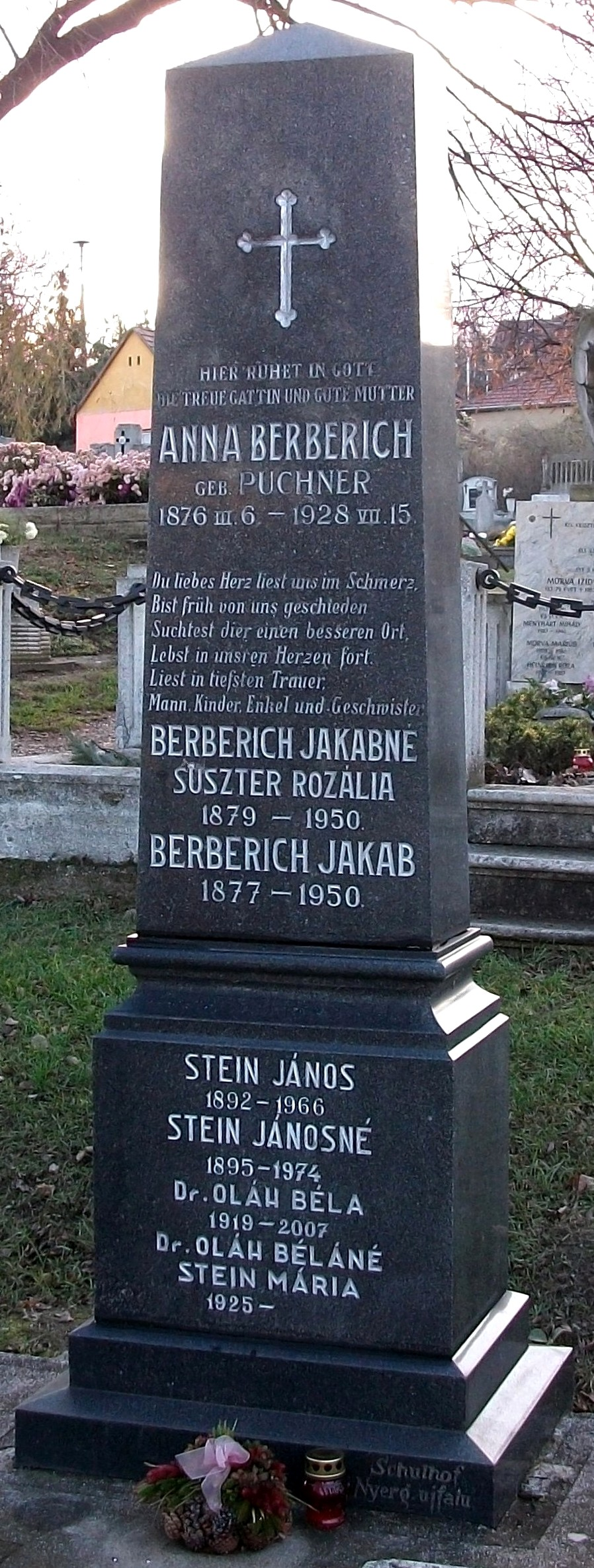
Egy német család sírja a dorogi temetőben, felülről lefelé haladva megfigyelhető az asszimiláció

#### Asszimiláció és önálló szervezetek
Az 1900., illetve az 1910. évi népességi statisztika a magyarság arányának növekedését mutatja, ami az asszimilációs hatással magyarázható elsősorban. Az önállóság jegyében egy önálló párt létrehozásának gondolata is megfogalmazódott. 1906-ban alakult meg a Magyarországi Német Néppárt a bánáti Versec székhellyel, ami támogatást az Össznémet Szövetségtől kapott, de nem lett belőle országos párt. 1911-ben pedig Bécsben megalakult a Németmagyar Művelődési Tanács, amely az Össznémet Szövetség révén ösztöndíjakat juttatott magyarországi német fiataloknak.
A trianoni Magyarországon kb. 500 ezres német kisebbség élt. Az együttélés jegyében jött létre a Magyarországi Németek Népművelési Egyesülete 1924-ben. Megalakulását a magyar kormány is támogatta, mivel a számított a támogatásukra a revíziós törekvéseiben. Németország is egyre gyakrabban érdeklődött a magyarországi németség sorsa és helyzete iránt. Ez a szervezet 1938-ig képviselte országos szervezetként a magyarországi németség érdekeit, fő irányvonalát a népi német vonal adta, amely az asszimilációt elutasította. Az egyesület élén Gratz Gusztáv elnök állt, de tényleges szellemi vezére Bleyer Jakab volt. Bleyertől teljesen idegen volt a német népcsoport politika, amit Basch Ferenc Antal képviselt. Gratz Gusztáv a „konszolidált” irányvonalat képviselte a magyarországi német nemzetiségi mozgalomban, a magyarsághoz közel álló politikus volt, aki megfelelt a hazai kormányok elképzeléseinek.
A németországi viszonyok változásai során lényeges átalakulás következett be a hazai nemzetiségpolitikában. A módosuláshoz hozzájárult Bleyer halála is.
1938 tavaszán már egy náci értelmezésű népiségi autonómiát fogalmazott meg Basch Ferenc mozgalma, magának követelve a magyarországi német művelődés és iskolaügy irányítását. 1939 áprilisában jóváhagyták a Volksbund alapszabályait. Rövidesen több népiskolával, 3 polgári iskolával és 2 gimnáziummal rendelkezett. Az észak-erdélyi szász evangélikus egyház is átadta 47 népiskoláját a Volksbundnak. A területi változások hatására nőtt a nemzetiségi területek részaránya, ami új stratégiát követelt a magyar kormánytól.
Egyrészt aláírták az erdélyi területszerzés érdekében 1940-ben a bécsi ún. népcsoportegyezményt (ez monopolhelyzetbe juttatta a magyarországi németségen belül a volksbundista irányzatot), másrészt viszont szabotálni próbálta az egyezményt, és egy a Volksbildungsvereinhez hasonló szervezet létrehozását támogatták.

#### A kitelepítés
A második világháború után a németségre a kollektív bűnbak szerepét osztották ki. A Szovjetunióban is szükség volt a munkaképes emberekre, táboraikba mintegy 35-60 ezer magyarországi németet hurcoltak el. A magyarországi németek mintegy fele már nem került kitelepítésre, jogaikat 1949-50-ben visszakapták, ám elkobzott birtokaikat többnyire már nem.
A kitelepítések nyomán a magyarországi németek száma mintegy 230 ezerre csökkent.
A magyarországi német lakosságnak Németországba való áttelepítéséről szóló rendelet, amely szerint Németországba áttelepülni köteles az a magyar állampolgár, aki a legutolsó népszámlálás és összeírás alkalmával német nemzetiségűnek vagy anyanyelvűnek vallotta magát, aki magyarosított nevét visszanémetesítette,
aki a Volksbundnak vagy SS-nek tagja volt. A rendelkezés nem vonatkozik az áttelepülésre köteles magyar anyanyelvű és nemzetiségű házastársára, kiskorú gyermekeire, közös háztartásban élő felmenőkre, ha azok 65. életévüket 1945. december 15. előtt betöltötték. Kivételek azok, akik cselekvő tagjai voltak valamely demokratikus pártnak vagy 1940 óta valamelyik
szakszervezetnek, továbbá azok is, akik bár német anyanyelvűeknek vallották magukat, de igazolni tudják, hogy a magyar nemzethez való hűségük miatt üldöztetést szenvedtek. A mentességek kiterjednek a hozzátartozókra is. Az áttelepülésre kötelezettek ingatlan és ingó vagyonát a rendelet hatálybalépésének napjától kezdve zár alá vettnek kell tekinteni.

Az áttelepülésre kötelezett személyeket összeírják. A névjegyzékbe felvettek lakóhelyüket nem hagyhatják el, akik e tilalmat megszegik, azokat internálják.

Magyarországi németek címere
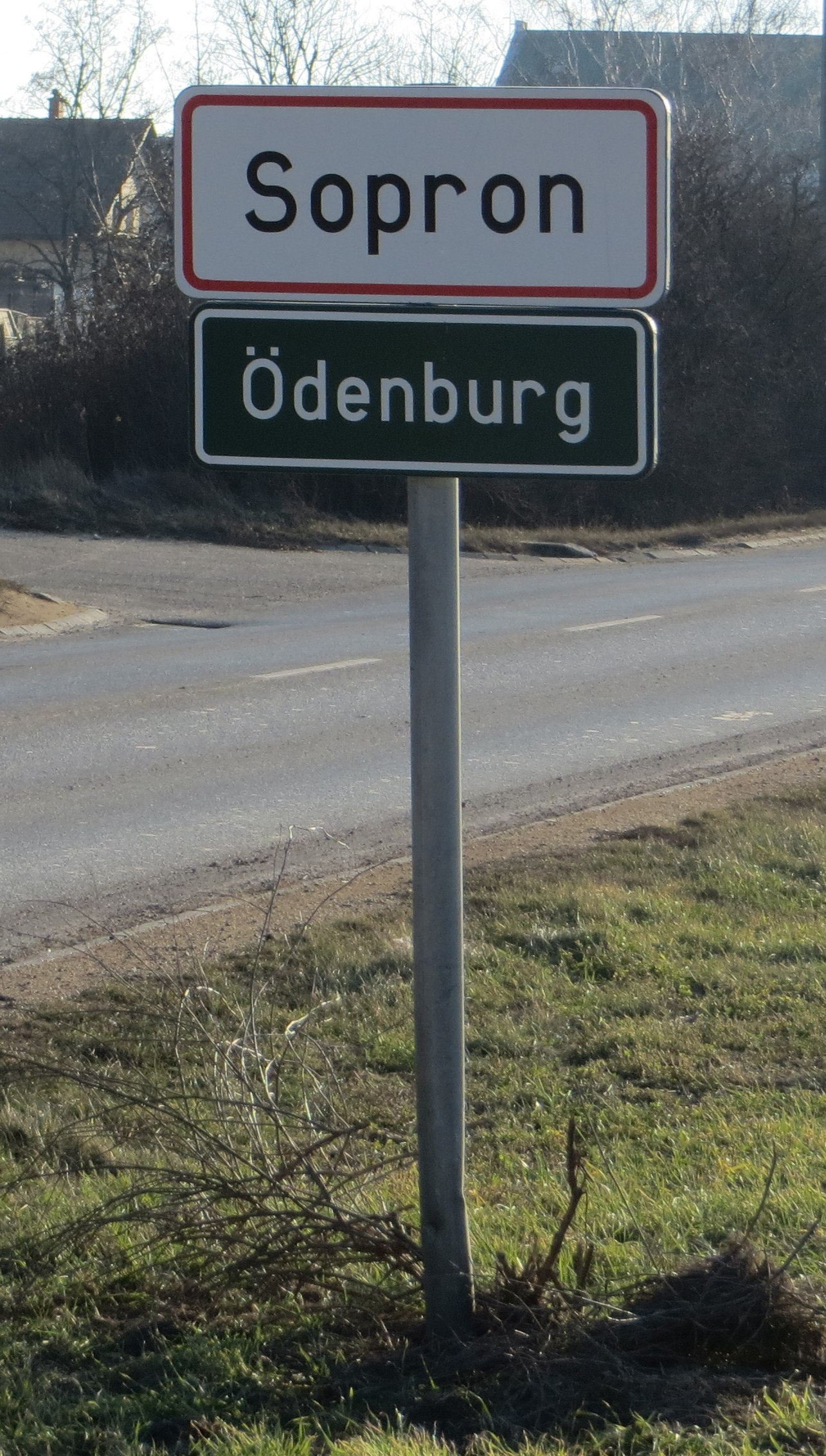
Magyar-Német kétnyelvű településtábla Sopron bejáratánál
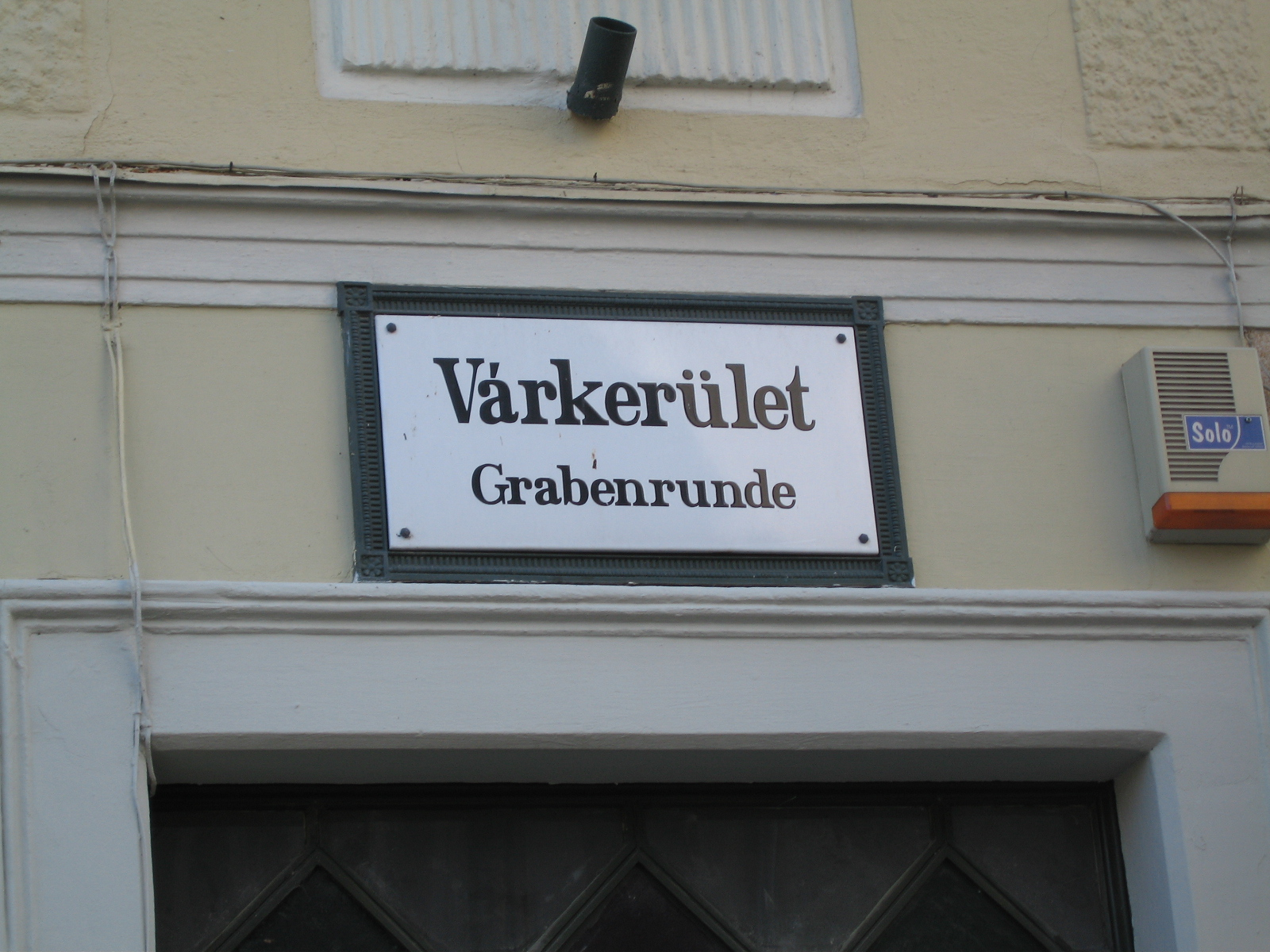
Magyar-Német kétnyelvű településtábla

#### Jelenlegi helyzet
Kaltenbach Jenő, Magyarország egykori kisebbségi jogokért felelős parlamenti biztosa így kommentálta a magyarországi kisebbségek jelenlegi helyzetét: „Társadalmilag nagyrészt integráltak (asszimiláltak), nem élnek zárt településterületeken, létszámuk kicsi, nem rendelkeznek erős identitástudattal, inkább kettős identitás jellemző rájuk.” A végkövetkeztetése az volt, hogy a magyarországi németek asszimilációs folyamata és az ezzel együtt járó anyanyelves nyelvvesztés – néhány pozitív impulzus ellenére is – aligha fordítható vissza.
Ugyanakkor az utóbbi időben számos településen megfigyelhető volt egy tendencia a magyarországi német kisebbségi önkormányzatok felé. A 2001-es népszámlálás során 62.233 fő vallotta magát német anyanyelvű magyarországi németnek. Az asszimilált németekkel együtt a számukat több mint 200.000-re becsülik. Egy 2011-es népszámlálás szerint 132.000 fő jelölte meg a németet nemzetiségi hovatartozásaként, és 32.000 fő vallotta a német nyelvet anyanyelvének. Továbbá 96.000 fő nyilatkozott úgy, hogy otthon németül beszél.
Számos olyan település van, ahol él német kisebbség, és ennek megfelelően a településnév-táblák kétnyelvűek. Az utcanévtáblák azonban általában egynyelvűek. Kivételt képez Sopron (2011-ben hivatalosan 5,7% német nemzetiségű lakos) és Pilisvörösvár (hivatalosan 28% német nemzetiségű lakos), ahol német nyelvű utcanévtáblák is megtalálhatók.
2011 októberében Lázár János, a  Fidesz frakcióvezetője a Die Welt című lapnak adott interjúban bejelentette, hogy meg kívánják erősíteni a német kisebbség jogait. Ennek részeként lehetővé kívánták tenni, hogy saját képviselőket küldhessenek a Parlamentbe – egy olyan rendelkezés, amely más magyarországi kisebbségek javát is szolgálná. 2012 decemberében az Országgyűlés elfogadta a Fidesz-kormány javaslatát, miszerint évente megemlékezést kell tartani a magyarországi németek elűzéséről. Az első ilyen megemlékezésre 2013. január 19-én került sor. A 2018-as parlamenti választások óta a Magyarországi Németek Országos Önkormányzata egy képviselője is helyet kapott a Parlamentben.
A 2011-es magyarországi népszámlálás szerint a következő településeken haladta meg a német származású lakosok aránya a 40%-ot:
| Település                   | Vármegye             | Arány  |
| --------------------------- | -------------------- | ------ |
| Ohwala (Ófalu)              | Baranya              | 83,5 % |
| Ganna                       | Veszprém             | 62,9 % |
| Großdorf (Vaskeresztes)     | Vas                  | 59,5 % |
| Ketsching (Görcsönydoboka)  | Baranya              | 56,0 % |
| Trautsondorf (Hercegkút)    | Borsod-Abaúj-Zemplén | 55,6 % |
| Roggendorf (Kiszsidány)     | Vas                  | 52,9 % |
| Nimmersch (Himesháza)       | Baranya              | 50,5 % |
| Nadasch (Mecseknádasd)      | Baranya              | 50,2 % |
| Altglashütte (Óbánya)       | Baranya              | 49,6 % |
| Sagetal (Szakadát)          | Tolna                | 49,4 % |
| Deutschhütten (Németbánya)  | Veszprém             | 47,1 % |
| Kischnaard (Kisnyárád)      | Baranya              | 46,4 % |
| Pernau (Pornóapáti)         | Vas                  | 45,6 % |
| Jerking (Györköny)          | Tolna                | 44,0 % |
| Tschasartet (Császártöltés) | Bács-Kiskun          | 42,6 % |
| Großnaard (Nagynyárád)      | Baranya              | 41,8 % |
| Nadwar (Nemesnádudvar)      | Bács-Kiskun          | 41,5 % |
| Tscholnok (Csolnok)         | Komárom-Esztergom    | 40,7 % |
| Gowisch (Villánykövesd)     | Baranya              | 40,9 % |
| Schomberg (Somberek)        | Baranya              | 40,5 % |
| Gereschlak (Geresdlak)      | Baranya              | 40,1 % |

## Népesség
A magyarországi németek a második legnagyobb lélekszámú nemzetiségi csoportot alkotják hazánkban. A 2011-es népszámlálás adatai szerint 185 696 fő vallotta magát német nemzetiségűnek, ami a teljes népesség 1,9%-át jelentette. A 2022-es népszámlálás részletes adatai még nem állnak rendelkezésre, de a korábbi trendek alapján a német nemzetiségűek aránya várhatóan hasonló szinten maradt.
A német nemzetiségűek Magyarország több megyéjében is jelentős számban élnek. A 2011-es adatok alapján a legnagyobb arányban Baranya megyében találhatók, ahol a népesség 6,67%-a vallotta magát németnek. Tolna megyében ez az arány 5,2%, Komárom-Esztergom megyében 3,59%, Veszprém megyében pedig 3,17% volt. Budapesten a német nemzetiségűek aránya 1,67% volt, ami a főváros sokszínű etnikai összetételét tükrözi.
A német közösségek hagyományosan a Dunántúlon és a főváros környékén koncentrálódnak. Baranya megyében, különösen a Mecsek környéki falvakban, valamint Tolna és Komárom-Esztergom megyékben találhatók jelentős német közösségek. Ezeken a területeken a német kultúra és nyelvhasználat a mai napig meghatározó szerepet játszik a helyi közösségek életében.
Fontos megjegyezni, hogy a német nemzetiségűek száma és aránya az elmúlt évtizedekben változott, részben a természetes demográfiai folyamatok, részben az asszimiláció és a vegyes házasságok következtében. Ennek ellenére a magyarországi német közösségek aktívan őrzik kulturális örökségüket, és jelentős szerepet játszanak az ország nemzetiségi sokszínűségének megőrzésében.

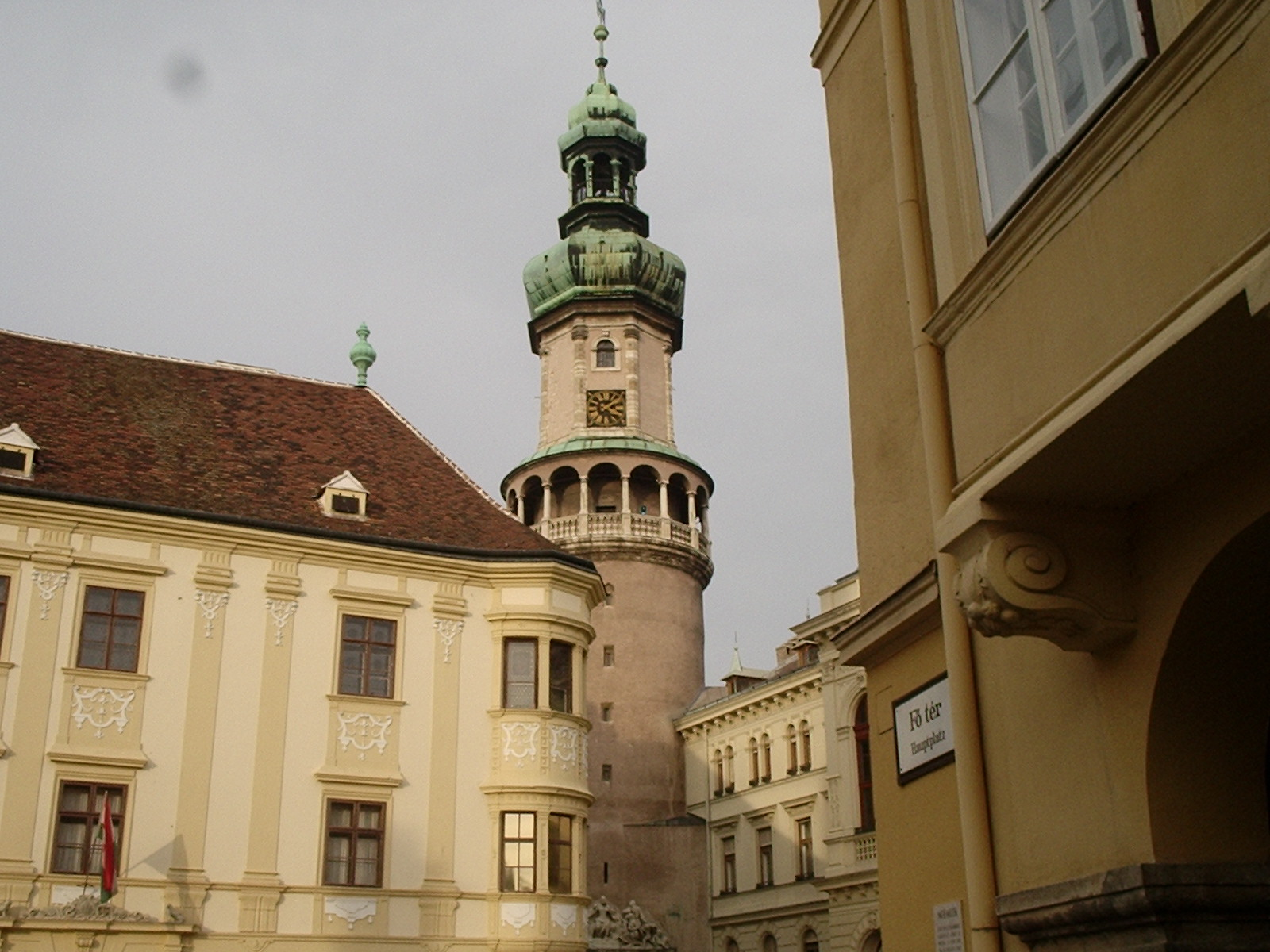
Sopron (németül: Ödenburg)

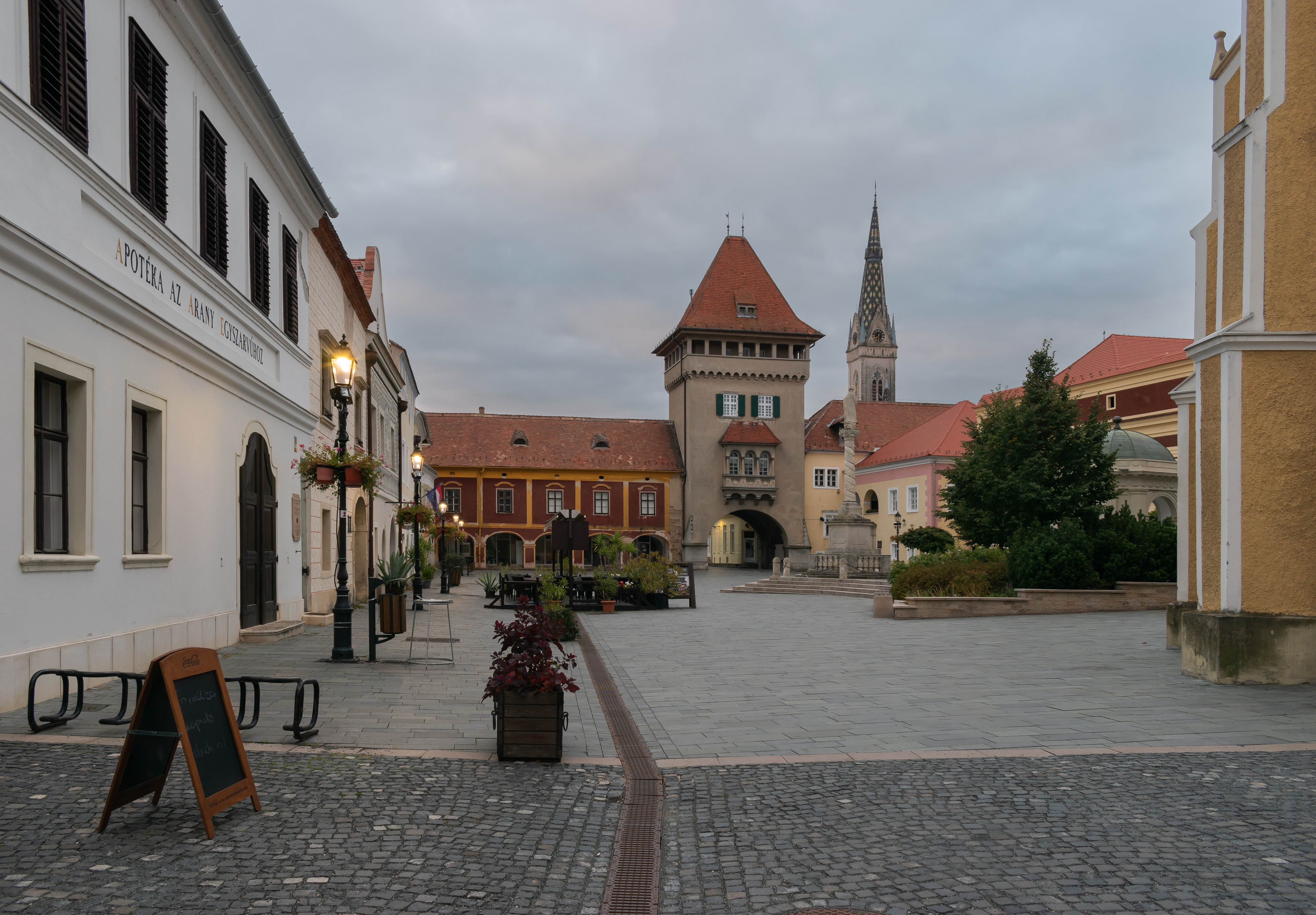
Kőszeg (németül: Güns)

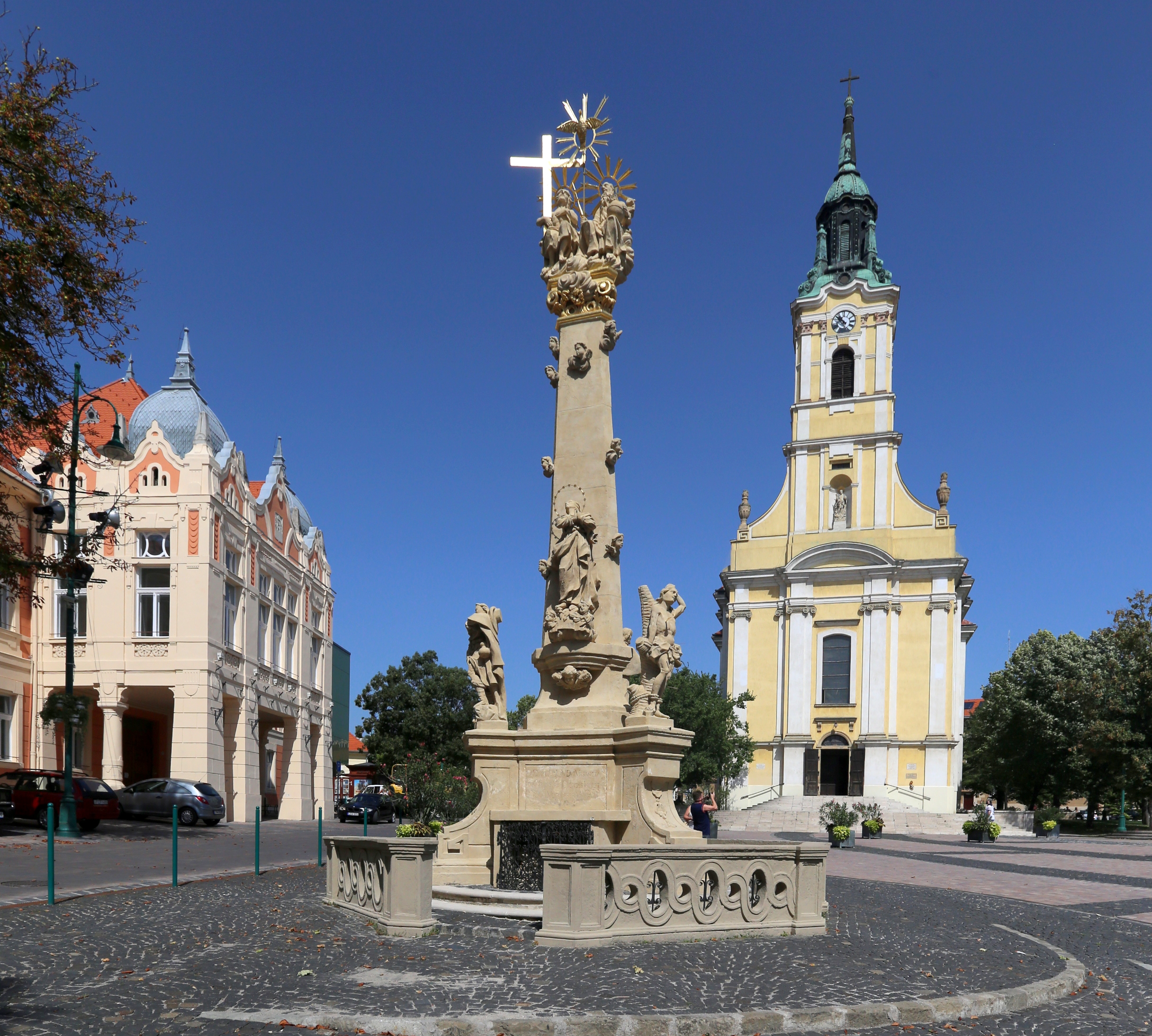
Szekszárd (németül: Sechshard)

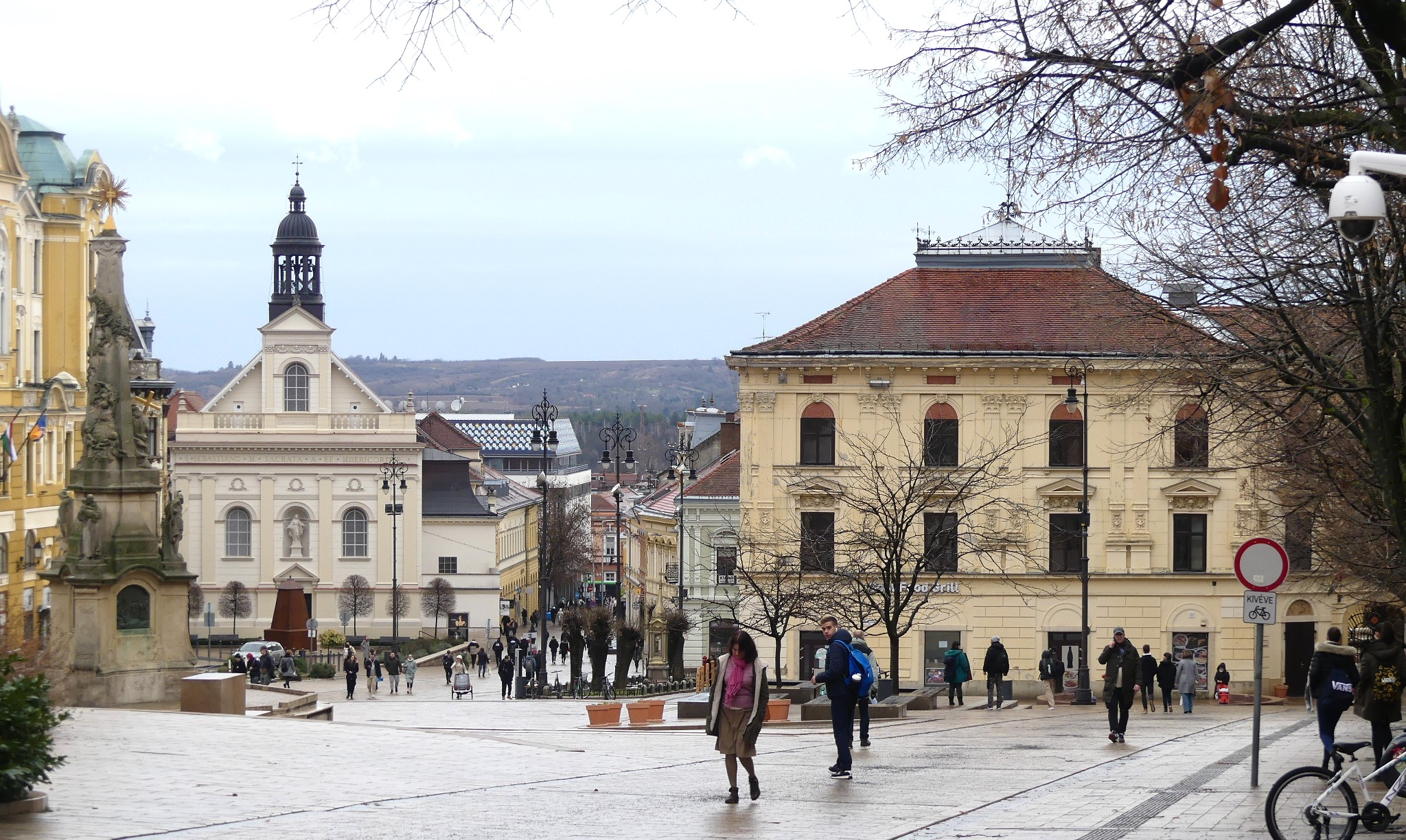
Pécs (németül: Fünfkirchen)

| Vármegye               | 2022    | 2022  | 2011    | 2011  | 2001    | 2001  |
| Vármegye               | létszám | %     | létszám | %     | létszám | %     |
| ---------------------- | ------- | ----- | ------- | ----- | ------- | ----- |
| Bács-Kiskun            | 8327    | 1.68% | 12341   | 2,37% | 7781    | 1,42% |
| Baranya                | 19208   | 5,43% | 25777   | 6,67% | 22720   | 5,58% |
| Békés                  | 1892    | 0.6%  | 3344    | 0.93% | 2205    | 0,55% |
| Borsod-Abaúj-Zemplén   | 3123    | 0,5%  | 4210    | 0,61% | 2198    | 0,3%  |
| Budapest               | 21407   | 1,27% | 28818   | 1,67% | 18097   | 1,02% |
| Csongrád-Csanád        | 2223    | 0,57% | 2556    | 0,61% | 1502    | 0,35% |
| Fejér                  | 5247    | 1,28% | 7252    | 1,7%  | 5103    | 1,17% |
| Győr-Moson-Sopron      | 11162   | 2,4%  | 12203   | 2,72% | 5543    | 1,26% |
| Hajdú-Bihar            | 1892    | 0,36% | 2398    | 0,44% | 902     | 0,16% |
| Heves                  | 1389    | 0,49% | 1576    | 0,51% | 658     | 0,2%  |
| Jász-Nagykun-Szolnok   | 1269    | 0,36% | 1609    | 0,42% | 631     | 0,15% |
| Komárom-Esztergom      | 7302    | 2,43% | 10930   | 3,59% | 9336    | 2,95% |
| Nógrád                 | 1185    | 0,65% | 1384    | 0,68% | 1200    | 0,54% |
| Pest                   | 23662   | 1,77% | 30176   | 2,48% | 18041   | 1,66% |
| Somogy                 | 6,025   | 2,05% | 5319    | 1.68% | 2122    | 0.63% |
| Szabolcs-Szatmár-Bereg | 1868    | 0.35% | 2797    | 0.5%  | 1049    | 0.18% |
| Tolna                  | 7274    | 3,5%  | 11983   | 5,2%  | 11552   | 4,63% |
| Vas                    | 5108    | 2,05% | 5428    | 2,12% | 2387    | 0,89% |
| Veszprém               | 7852    | 2,34% | 11158   | 3,17% | 6068    | 1,65% |
| Zala                   | 5136    | 1,97% | 4437    | 1,57% | 1249    | 0,42% |

## Önkormányzat és intézmények

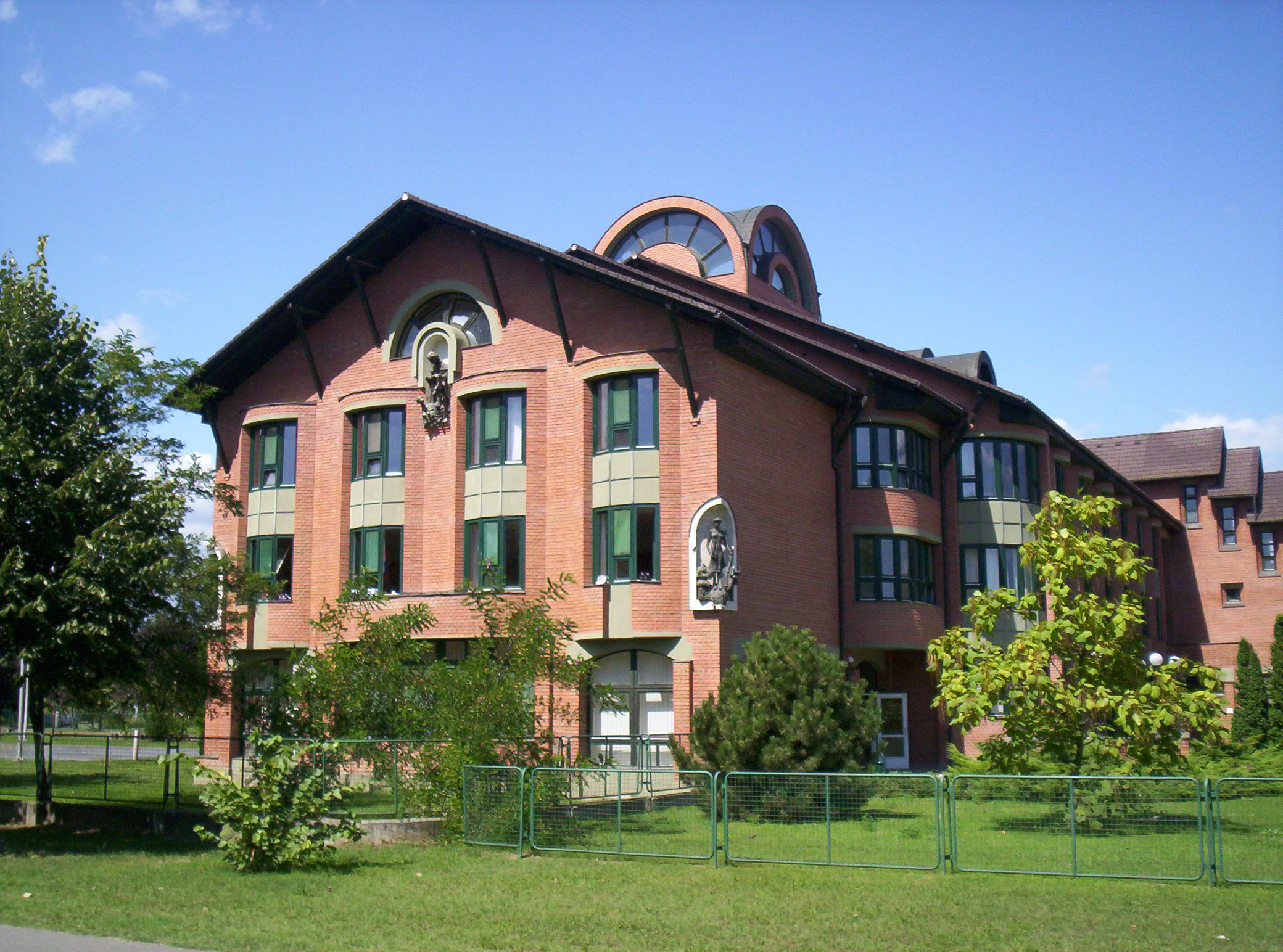
A Magyarországi Németek Általános Művelődési Központja Baján

- Magyarországi Németek Országos Önkormányzata. A Magyarországi Német Önkormányzatok Napja minden év januárjának második szombatján, a kisebbségi önkormányzatok megalakulásának évfordulóján.
- Magyarországi Ifjú Németek Közössége
- Német Nemzetiségi Néprajzi Múzeum, Tata
- Koch Valéria Iskolaközpont, Pécs
- Magyarországi Német Pedagógiai Intézet, Pécs
- Magyarországi Német Színház, Szekszárd
- Friedrich Schiller Gimnázium, Szakközépiskola és Kollégium, Pilisvörösvár
- Magyarországi Németek Általános Művelődési Központja, Baja
- Magyarországi Német Kulturális és Információs Központ, Budapest
- Magyarországi Német Írók és Művészek Szövetsége (VudAK)
- Német Nemzetiségi Gimnázium (Budapest)

## Kultúra

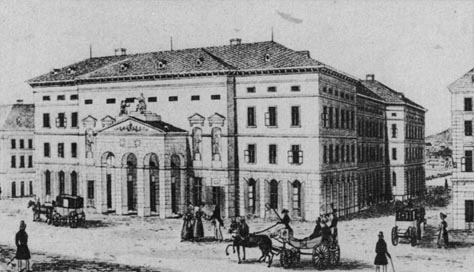
A Pesti Német színház (1830-as évek)

### Zene
- Sramlizenészek: Freunde Kapelle[12] (Tarján), Heimattöne Kapelle[13] (Vértessomló), Sramli Kings,[14] Die Adlersteiner,[15] SchwabenKraft Kapelle, Saarer Musikanten (Szár), Schwowischi Buam[16]

### Sajtó
A mai Magyarország területén működő német nyelvű sajtó évszázados hagyományokra tekint vissza, és napjainkban igen sokszínű képet mutat. A kínálat a tudományos szakfolyóiratoktól – mint például az Acta Archaeologica – a turisták számára a Balatonnál megjelenő Balaton-Zeitung-on és a magyarországi németek regionális lapjaként szolgáló Bonnharder Nachrichten-en át egészen a gazdasági témákkal foglalkozó WiU magazin-ig terjed, amely a magyar gazdasági élet eseményeiről tudósít.
Kiemelkedő kiadványok közé tartoznak a Budapester Zeitung és a Neue Zeitung hetilapok. Ez utóbbit a jelentős létszámú német kisebbség adja ki, és a magyar állam anyagilag is támogatja és finanszírozza.
A nagy múltú Pester Lloyd napilap az újraalapítást követően 2009-ig hagyományos formában jelent meg, azóta azonban már csak online érhető el.
Nagy népszerűségnek örvend a Sonntagsblatt aus Wudersch (Budaörsi Vasárnapi Lap) is. Szekszárdon működik a német nyelvű Deutsche Bühne Ungarn (Magyarországi Német Színház), amely innen, mint országos színház, teljesíti kulturális küldetését.
- Neue Zeitung
- Unsere Post
- Unser Bildschirm tévéműsor
- Schwabenland YouTube csatorna

## A magyarországi németek megítélése
A magyarországi németek (népnyelv: svábok) megítélése a történelem folyamán változó volt, de általában mindig kedvezőbb volt, mint a többi nemzetiségé. Különösen szorgalmasnak, mértéktartónak, fegyelmezettnek, kötelességtudónak és kitartóbbnak vélték őket a magyarok saját maguknál egy 2007-es felmérés során. „Pozitív irányban” különböznek a magyaroktól, mintegy a polgári eszményt képezve: a racionális, tudatos, mértéktartó ember ideálját, akik kijelölik a társadalom számára követendő mintát.

## Híres magyarországi németek

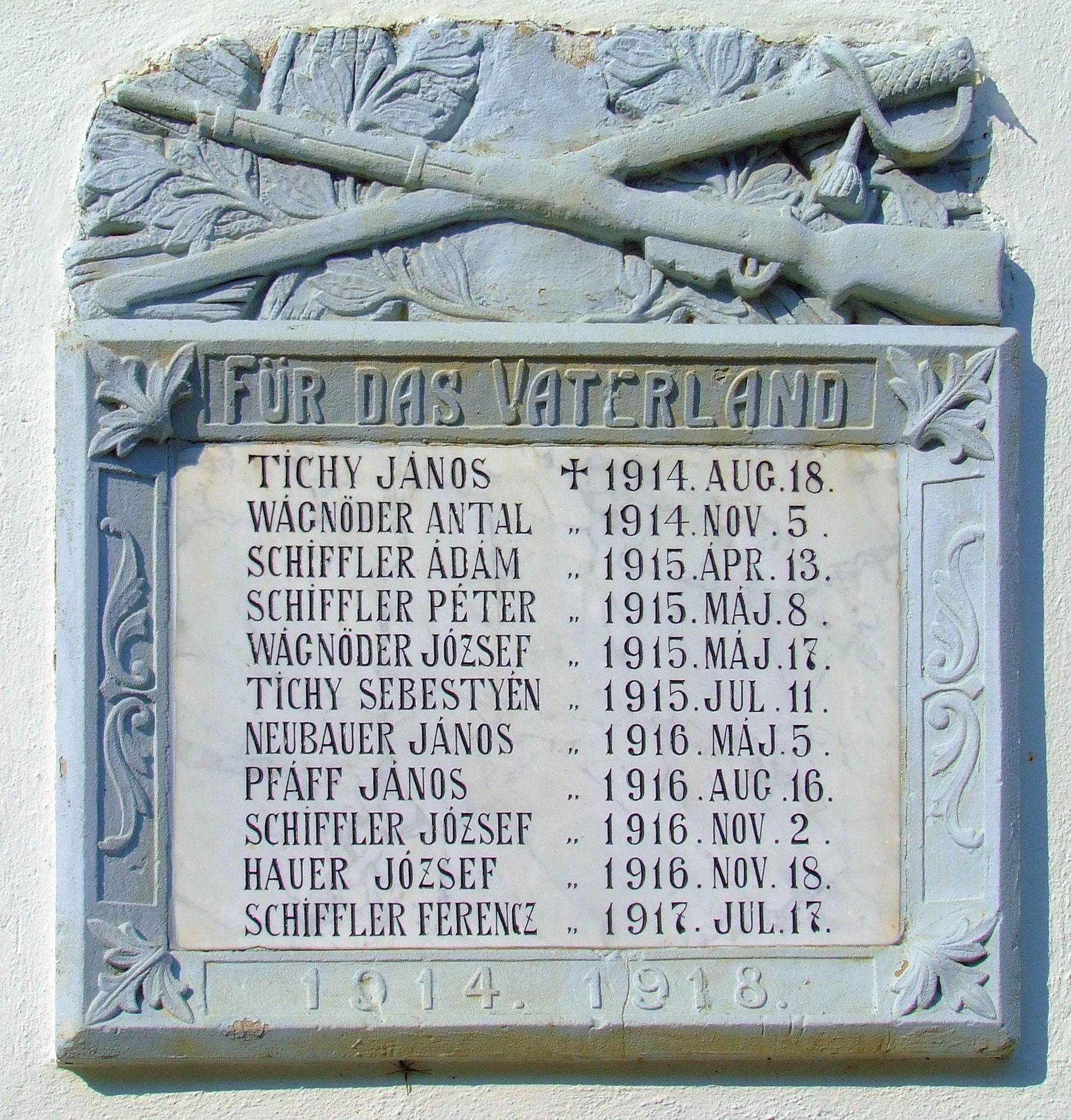
Első világháborús emléktábla az óbányai katolikus templom falán

- Áts Erika, születési nevén Erika Zimmermann (Miskolc, 1934. augusztus 11. – Budapest, 2020. november 22.) magyarországi német költő, író, műfordító, újságíró
- Aulich Lajos, születési nevén Aulich Flórián Lajos (Pozsony, 1793. augusztus 25. – Arad, 1849. október 6.) honvéd vezérőrnagy, az 1848–49-es forradalom és szabadságharc harmadik – és az egyetlen aradi vértanú – hadügyminisztere
- Bajor Gizi, születési nevén Beyer, később Bayor Gizella (Budapest, VII. kerület 1893. május 19. – Budapest, 1951. február 12.) Kossuth-díjas magyar színművész, kiváló művész, a Nemzeti Színház örökös tagja. Egykori villája ma a Bajor Gizi Színészmúzeum
- Blaha Lujza születési nevén Reindl Ludovika (Rimaszombat, 1850. szeptember 8. – Budapest, Erzsébetváros, 1926. január 18.) magyar színésznő, „a nemzet csalogánya”
- Bleyer Jakab (Dunacséb, 1874. január 25. – Budapest, Józsefváros, 1933. december 5.) magyar irodalomtörténész, egyetemi tanár, a nemzeti kisebbségek tárca nélküli minisztere
- Dreher Antal (Bécs, 1849. március 21. – Kettenhof bei Schwechat, 1921. augusztus 7.) sörgyáros, a magyar sörkartell megszervezője, Dreher Antal (1810–1863) nagyiparos fia
- Emich Gusztáv (Buda, 1814. november 3. – Pest, 1869. április 3.) könyvkereskedő, kiadó, nyomdász. Fia, ifj. Emich Gusztáv könyvkiadó, nyomdatörténeti és természetrajzi író
- Erkel Ferenc (Németgyula, 1810. november 7.– Budapest, 1893. június 15.) magyar zeneszerző, karmester, zongoraművész és sakkmester, a Pesti Sakk-kör első elnöke
- Feleki Kamill, születési nevén Feleki Kamill Tivadar (Törökbálint, 1908. augusztus 21. – Budapest, 1993. október 18.) Kossuth-díjas magyar színművész, táncos, koreográfus, érdemes és kiváló művész
- Fellner Jakab, születési nevén Fellenthali Fellner Jakab (Nikolsburg, 1722. július 25. – Tata, 1780. december 12.) építész, a késő barokk copf stílusú építészet egyik legkiválóbb magyarországi mestere
- Feszl Frigyes, születési nevén Fessl Frigyes (Pest, 1821. február 20. – Budapest, 1884. július 25.) magyar építész, a magyar romantikus építészet egyik legjelesebb mestere
- Ganz Ábrahám (Unter-Embrach, Svájc, 1814. november 6. vagy február 6. – Pest, 1867. december 15.) svájci származású vasöntőmester, gyáros, a magyar nehézipar egyik megteremtője, aranykoronás érdemkereszt tulajdonosa, Buda városának tiszteletbeli polgára
- Gárdonyi Géza, születési nevén Ziegler Géza (Agárdpuszta, 1863. augusztus 3. – Eger, 1922. október 30.) magyar író, költő, drámaíró, újságíró, pedagógus, a Magyar Tudományos Akadémia tiszteleti tagja
- Gobbi Hilda (Budapest, 1913. június 6. – Budapest, 1988. július 13.) Kossuth-díjas, apai ágon olasz származású magyar színművész, érdemes és kiváló művész, a magyar színház- és filmtörténet egyik legérdekesebb, legeredetibb és legközkedveltebb alakja
- Gundel Károly (Budapest, 1883. szeptember 23. – Budapest, 1956. november 28.) vendéglős és gasztronómiai művek írója. A népszerű városligeti „Wampetics” éttermet 1910-ben vette bérbe és nevezte át a „Gundel” névre
- Haeffner Emil (Budapest, 1892. december 5. – Budapest, 1953. március 29.) a két világháború közötti időszak kiemelkedő magyar egyiptológusa [halott link]
- Haeffner Tivada (Budapest, 1896. október 24. – München, ?) magyar csillagász, természettudós
- Hauszmann Alajos (Buda, 1847. június 9. – Velence, 1926. július 31.) magyar építész, egyetemi tanár, a Magyar Tudományos Akadémia tagja
- Heckenast Gusztáv (Kassa, 1811. szeptember 2. – Pozsony, 1878. április 10.) nyomdász, könyvkereskedő, könyvkiadó
- Herczeg Ferenc, született nevén Franz Herzog (Versec, 1863. szeptember 22. – Budapest, 1954. február 24.) német származású magyar író, színműíró, újságíró, az MTA tagja és másodelnöke, 1904-től 1919-ig a Petőfi Társaság elnöke
- Herhoff György (Tahitótfalu, 1931. december 4. – Budapest, 1956. november 4.) géplakatos, az 1956-os forradalom békásmegyeri hősi halottja
- Hergenrőder Miklós (Szajk, 1922. augusztus 17. – Pécs, 1990. október 24.) katolikus pap, kanonok, karnagy, zeneszerző
- Hess András 15. századi nyomdász, az első magyarországi nyomtatott könyv készítője
- Hidegkuti Nándor (becenevén „Öreg”) (Budapest, 1922. március 3. – Budapest, 2002. február 14.) világhírű magyar labdarúgó, az Aranycsapat kiemelkedő csatára. Olimpiai bajnok 1952-ben, világbajnoki ezüstérmes 1954-ben
- Hild József (Pest, 1789. december 8. – Pest, 1867. március 6.) magyar építész. A hazai klasszicista építészet egyik legnagyobb alakja, a reformkori Pest arculatának kialakításában meghatározó szerepet játszott építész
- Honthy Hanna, született nevén Hügel Hajnalka, Hajnal Hajnalka; Budapest, 1893. február 21. – Budapest, 1978. december 30.) Kossuth-díjas magyar színésznő, operettprimadonna, érdemes és kiváló művész
- Jávor Pál, született nevén Jermann Pál Gusztáv (Arad, 1902. január 31. – Budapest, 1959. augusztus 14.) minden idők egyik legismertebb és egyik legkedveltebb magyar színésze, az első magyar férfi filmsztár
- Jászai Mari, született nevén Krippel Mária, anyakönyvezve mint Kripl Maria Anna ) (Ászár, 1850. február 24. – Budapest, 1926. október 5.) magyar színésznő, a Nemzeti Színház nagyasszonya, az egyik legnagyobb magyar tragika
- Jelky András (Baja, 1738. április 20. – Buda, 1783. december 6.) szabó, kalandor, felfedező. Karaktere az életútját bemutató szépirodalmi feldolgozások által vált népszerűvé
- Joe Bugner, született nevén Kreul József (Szőreg, 1950. március 13. –) magyar származású angol és ausztrál ökölvívó, színész
- Johnny Weissmuller, született nevén Weissmüller János (Szabadfalva, Temes vármegye, 1904. június 2. – Acapulco, 1984. január 20.) bánsági sváb származású amerikai olimpiai bajnok úszó, filmszínész, Tarzan alakítója
- Kalász Márton (Somberek, 1934. szeptember 8. – Budapest, 2021. december 30.) a Nemzet Művésze címmel kitüntetett, Kossuth-díjas és kétszeres József Attila-díjas (1971, 1987) magyar költő, író, műfordító, egyetemi tanár
- Kibédi Ervin, született nevén Kirschner Ervin (Budapest, 1924. december 14. – Budapest, 1997. május 5.) Jászai Mari-díjas magyar színművész, komikus, érdemes művész, a Vidám Színpad örökös tagja
- Kitaibel Pál (Nagymarton, 1757. február 3. – Pest, 1817. december 13.) magyar botanikus és kémikus. Összegyűjtötte és leírta Magyarország növényeit, kőzeteit és ásványvizeit
- Koch Valéria, született nevén Valeria Koch (Szederkény, 1949. április 22. ‒ Budapest, 1998. február 28.) költő, író, műfordító, újságíró
- Lechner Ödön (Pest, 1845. augusztus 27. – Budapest, Terézváros, 1914. június 10.) építész, a magyar stílusú szecesszió úttörője, királyi tanácsos, a Ferenc József-rend lovagja. A magyar építészet kimagasló egyénisége
- Liszt Ferenc világszerte használt német nevén Franz Liszt (Doborján, 1811. október 22. – Bayreuth, 1886. július 31.) magyar zeneszerző, zongoraművész, karmester és zenetanár, a 19. századi romantika egyik legjelentősebb zeneszerzője
- Máthé Erzsi, született nevén Mertz Erzsi (Budafok, 1927. május 16. – Budapest, 2023. május 8.) a Nemzet Színésze címmel kitüntetett Kossuth- és kétszeres Jászai Mari-díjas magyar színművész, érdemes és kiváló művész, a Halhatatlanok Társulatának örökös tagjaMindszenty József (Pehm József) (Magyarország hercegprímása)
- Munkácsy Mihály, született nevén Lieb Mihály Leó, németül Michael von Munkácsy, frankofón nyelvterületen Michel Léo de Munkacsy (Munkács, 1844. február 20. – Endenich, 1900. május 1.) magyar festőművész, a 19. század magyar festészetének nemzetközileg is elismert mestere
- Muráti Lili, született nevén Muráti Teodóra Aurélia (Nagyvárad, 1911. július 22. – Madrid, 2003. április 17.) magyar színésznő és írónő
- Perczel Mór (Bonyhád, 1811. november 11. – Bonyhád, 1899. május 23.) Tolna vármegyei földbirtokos, honvédtábornok, az 1848–49 évi szabadságharc egyik katonai vezetője
- Perczel Zita (Budapest, 1918. április 26. – Budapest, 1996. április 4.) magyar színésznő
- Pollack Mihály (Bécs, 1773. augusztus 30. – Pest, 1855. január 3.) német származású magyar építész, Pollack Ágoston édesapja, a reformkor egyik legkiválóbb alkotója, a magyar klasszicista építészet egyik nagymestere
- Preisz Hugó (Ruma, 1860. szeptember 21. – Budapest, Józsefváros, 1940. július 5.) orvos, állatorvos, bakteriológus, a Magyar Tudományos Akadémia rendes tagja
- Puskás Ferenc, született nevén Purczeld Ferenc (Budapest, 1927. április 1. – Budapest, 2006. november 17.) a Nemzet Sportolója címmel kitüntetett, olimpiai arany- és világbajnoki ezüstérmes magyar labdarúgó, több klubcsapat és válogatott edzője, posztumusz dandártábornok
- Rátonyi Róbert, született nevén Reisz Róbert (Budapest, 1923. február 18. – Budapest, 1992. október 8.) kétszeres Jászai Mari-díjas magyar színművész, konferanszié, színházi rendező, író, publicista, érdemes és kiváló művész
- Rökk Marika (Kairó, 1913. november 3. – Baden bei Wien, 2004. május 16.) színész-táncosnő, operettprimadonna. Testvérbátyja, Rökk Ede válogatott labdarúgó volt
- Schulek Frigyes (Pest, 1841. november 19. – Balatonlelle, 1919. szeptember 5.) építész, műegyetemi tanár, az MTA tagja
- Schweidel József, született nevén Joseph Schweidel (Zombor, 1796. május 18. – Arad, 1849. október 6.) honvéd vezérőrnagy, az aradi vértanúk egyike
- Semmelweis Ignác (Buda, 1818. július 1. – Döbling, 1865. augusztus 13.) magyar orvos, „az anyák megmentője”
- Steindl Imre (Pest, 1839. október 29. – Budapest, 1902. augusztus 31.) magyar építész, a magyar Országház tervezője, műegyetemi tanár, a Magyar Tudományos Akadémia levelező tagja
- Strobl Alajos (Liptóújvár, 1856. június 21. – Budapest, 1926. december 13.) magyar szobrász, a századforduló magyar szobrászatának vezető egyénisége
- Szörényi Éva, született nevén Schwáb Elvira, 1921-től szepesbélai báró Lers Elvira (Budapest, 1917. május 26. – Los Angeles, 2009. december 1.) Kossuth-díjas magyar színésznő, érdemes és kiváló művész. Anyai nagyapja, Lers Vilmos nemzetközi jogi író, államtitkár volt
- Vámbéry Ármin, született nevén Wamberger Hermann (Szentgyörgy, 1832. március 19. – Budapest, 1913. szeptember 15.), Hermann Vámbéry, Arminus Vámbéry. Magyar orientalista, egyetemi tanár, a Magyar Tudományos Akadémia rendes tagja
- Wekerle Sándor (Mór, 1848. november 14. – Budapest, 1921. augusztus 26.) magyar jogász, politikus, szabadkőműves, előbb a Szapáry-kormány pénzügyminisztere, majd a Magyar Királyság miniszterelnöke először a Szabadelvű Párt színeiben 1892 és 1895 között, majd kétszer az Országos Alkotmánypárt színeiben 1906 és 1910, valamint 1917 és 1918 között
- Ybl Miklós (Székesfehérvár, 1814. április 6. – Budapest, 1891. január 22.) magyar építész, a 19. század egyik legnagyobb magyar mestere, a historizmus európai jelentőségű képviselője

Lásd még: A magyar Wikipédiában szereplő magyarországi németek